# Великий Ліс (Брагінський район)
Великий Ліс (біл. вёска Вялікі Лес) — село (веска) в складі Брагінського району розташоване в Гомельській області Білорусі. Село підпорядковане Бурковській сільській раді і в ньомуі мешкає 12 осіб (2004).
Село Великий Ліс розташоване на південному сході Білорусі, у південній частині Гомельської області - орієнтовне розташування [Архівовано 11 червня 2020 у Wayback Machine.], неподалік від районного центру Брагіна (за 17 кілометрів західніше).